# Intent de cop d'estat a São Tomé i Príncipe de 2022
L'intent de cop d'estat de São Tomé i Príncipe de 2022 fa referència a les qualificacions d'un assalt al quarter general de l'Exèrcit de São Tomé i Príncipe durant la nit del 24 al 25 de novembre de 2022 com un «intent de cop d'estat» per part del govern nacional.
El 25 de novembre, el primer ministre Patrice Trovoada va comunicar en una conferència de premsa que a la mitjanit (una de la matinada als Països Catalans) quatre homes havien atacat la caserna general de les forces armades del país, entre ells Delfim Neves, expresident de l'Assemblea Nacional, i un militar que havia participat en l'intent de cop d'Estat de 2003. L'intent de cop va ser frustrat pel govern, i els seus autors van ser descrits com a detinguts.